# Прибрежное (Донецкая область)
Прибре́жное (укр. Прибережне) — посёлок, входит в Булавинский поселковый совет Бахмутского района Донецкой области Украины. Находится под контролем самопровозглашённой Донецкой Народной Республики.

## География
Населённый пункт расположен на правом берегу реки Булавин, у места её впадения в Волынцевское водохранилище.

#### Соседние населённые пункты по странам света
С: Грозное, Красный Пахарь
СЗ: Александровское, Каютино
СВ: Ильинка (выше по течению Булавина), Булавино, Савелевка
З:  Еленовка (ниже по течению Булавина)
В: Булавинское (примыкает), Камышатка, Ольховатка (все выше по течению Булавина)
ЮВ: —
ЮЗ: город Юнокоммунаровск
Ю: Славное

## Население
Население по переписи 2001 года составляло 168 человек.

## Общая информация
Почтовый индекс — 86487. Телефонный код — 6252. Код КОАТУУ — 1412047900.

## История
До 11 декабря 2014 года входил в Енакиевский городской совет. В 2014 году посёлок переподчинен украинскими властями Артёмовскому району. С февраля 2015 года под контролем ДНР.

## Местный совет
86487, Донецкая область, Бахмутский район, Булавинский поссовет, пгт. Булавинское, пер.Советский, 2; 5-46-32.